# Стамен Велинов
Стамен Велинов Петков - Чавдаров е български юрист и революционер, деец на Българската комунистическа партия.

## Биография
Велинов е роден в 1898 година в бедно семейство в босилеградското село Райчиловци или търнското Реяновци. Завършва гимназия в Кюстендил и се записва в Юридическия факултет на Софийския университет. За да се издържа работи като келнер. В 1921 година завършва право. Докато е студент става член на комунистическата младежка организация. В 1922 година започва работа като нотариус в Горна Джумая. Става сътрудник на Централния комитет на БКП в града. В 1923 година участва в подготовката на Септемврийското въстание. Заловен е от военните власти, но е отвлечен и обесен от членове на ВМРО в центъра на Горна Джумая заедно с Никола Лисичев и Димитър Ацев.